# عبد الرحمن الرشيدي (لاعب كرة قدم قطري)
عبد الرحمن فايز الرشيدي (مواليد 10 سبتمبر 1994) هو لاعب كرة قدم قطري يلعب حالياً مع نادي أم صلال في دوري نجوم قطر كمدافع.

## مسيرة اللاعب
لعب سابقاً مع نادي الغرافة.

## روابط خارجية
- عبد الرحمن فايز الرشيدي على موقع قاعدة بيانات كرة القدم.إي يو (الإنجليزية)
- عبد الرحمن فايز الرشيدي على موقع Soccerway.com (الإنجليزية)